# Goethe-Institut w Warszawie

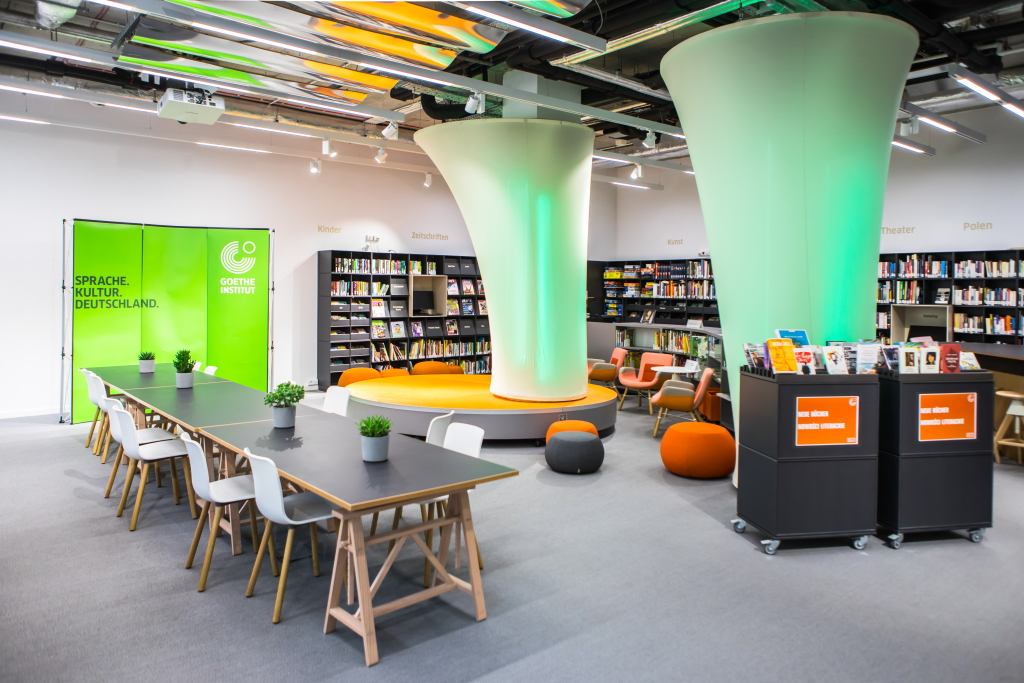
Biblioteka Goethe-Institut w Warszawie

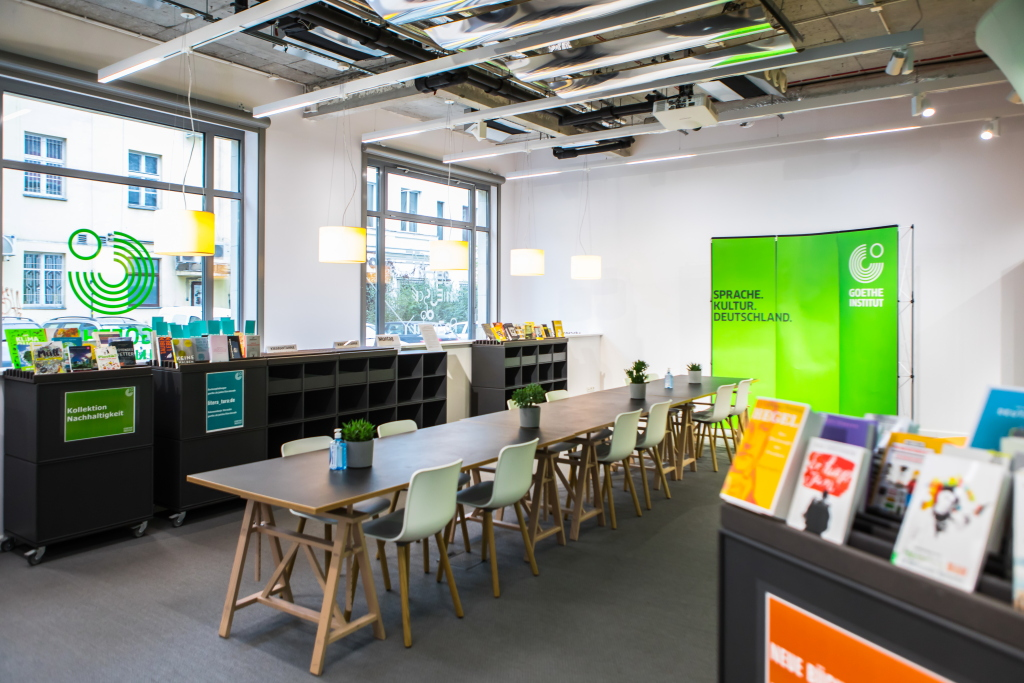
Biblioteka Goethe-Institut w Warszawie

Goethe-Institut w Warszawie (Goethe-Institut Warschau), Instytut Goethego w Warszawie – polski oddział sieci Goethe-Institut e.V., niemieckiej instytucji kulturalnej, utworzony w 1990 w Warszawie.
Jako instytucja Republiki Federalnej Niemiec jest finansowany głównie ze środków Ministerstwa Spraw Zagranicznych RFN i pełni funkcję organizacji pośredniczącej w realizacji niemieckiej polityki kulturalnej i edukacyjnej zagranicą. W Polsce działają dwa instytuty – Goethe-Institut w Warszawie i Goethe-Institut w Krakowie. Stanowią one część światowej sieci Goethe-Institut, której centrala ma siedzibę w Monachium. Goethe-Institut angażuje się na rzecz promowania języka niemieckiego, wspierania międzynarodowej współpracy kulturalnej oraz upowszechniania wszechstronnego i aktualnego wizerunku Niemiec.
Siedziba Goethe-Institut w Warszawie znajduje się przy ulicy Chmielnej 13a.

## Historia
Goethe-Institut w Warszawie powołano do życia w październiku 1990 roku, wkrótce po zjednoczeniu Niemiec. Początkowo funkcjonował on w byłych pomieszczeniach zlikwidowanego Ośrodka Kultury i Informacji NRD w Polsce. Dyrektorem instytutu w okresie jego powstawania był dr Stephan Nobbe. Po krótkim czasie Goethe-Institut w Warszawie przeniesiono do warszawskiego Pałacu Kultury i Nauki, zaś w 2004 roku nastąpiła przeprowadzka do aktualnej siedziby instytutu przy ulicy Chmielnej.

## Działalność
Goethe-Institut w Warszawie prowadzi działalność głównie w północnej części Polski, natomiast południowe województwa leżą w gestii Goethe-Institut w Krakowie. Instytut przygotowuje i realizuje projekty w dziedzinie edukacji i kultury, współpracując z polskimi partnerami. Jego działania obejmują warsztaty i seminaria dla nauczycieli języka niemieckiego oraz szeroką ofertę kursów i egzaminów językowych.
Biblioteka Goethe-Institut umożliwia dostęp do informacji o aktualnych aspektach życia kulturalnego, społecznego i politycznego w Niemczech. Udostępnia  swoje zasoby książkowe i medialne osobom zainteresowanym Niemcami oraz nauką lub nauczaniem języka niemieckiego. Goethe-Institut w Warszawie wykorzystuje internet i media społecznościowe.